# Phyllochoreia ramakrishnai
Phyllochoreia ramakrishnai is een rechtvleugelig insect uit de familie Chorotypidae. De wetenschappelijke naam van deze soort is voor het eerst geldig gepubliceerd in 1914 door Bolívar.